# Liste der Naturdenkmale in Breitingen
| Naturdenkmale | Anzahl |
| ------------- | ------ |
| FND           | 0      |
| END           | 5      |
| Gesamt        | 5      |

Die Liste der Naturdenkmale in Breitingen nennt die verordneten Naturdenkmale (ND) der im baden-württembergischen Alb-Donau-Kreis liegenden Gemeinde Breitingen. In Breitingen gibt es insgesamt fünf als Naturdenkmal geschützte Objekte, keines ist ein flächenhaftes Naturdenkmal (FND), alle sind Einzelgebilde-Naturdenkmale (END).
Stand: 31. Oktober 2016.

## Einzelgebilde (END)
| Name                     | Bild | Kennung     | Einzelheiten | Position | Fläche Hektar | Datum         |
| ------------------------ | ---- | ----------- | ------------ | -------- | ------------- | ------------- |
| 1 Elsbeere               | BW   | 84250240001 | Breitingen   | ⊙        | 0,0           | 20. Nov. 1998 |
| 1 Elsbeere               | BW   | 84250240003 | Breitingen   | ⊙        | 0,0           | 20. Nov. 1998 |
| 1 Elsbeere               | BW   | 84250240005 | Breitingen   | ⊙        | 0,0           | 20. Nov. 1998 |
| 1 Winterlinde            | BW   | 84250240002 | Breitingen   | ⊙        | 0,0           | 20. Nov. 1998 |
| 1 Winterlinde            | BW   | 84250240004 | Breitingen   | ⊙        | 0,0           | 20. Nov. 1998 |
| Legende für Naturdenkmal |      |             |              |          |               |               |